# He Xiangning
He Xiangning (en chino, 何香凝; Wade-Giles, ''Ho Hsiang-ning''; 27 de junio de 1878-1 de septiembre de 1972) fue una revolucionaria, feminista, política, pintora y poeta china. Junto con su marido Liao Zhongkai, fue uno de los primeros miembros del movimiento revolucionario Tongmenghui de Sun Yat-sen. Como ministra de Asuntos de la Mujer en el gobierno nacionalista de Sun en Cantón, abogó por la igualdad de derechos para las mujeres y organizó la primera manifestación en China por el Día Internacional de la Mujer en 1924. Después del asesinato de su marido en 1925 y de la persecución de los comunistas por parte de Chiang Kai-shek en 1927, se mantuvo alejada de la política partidista durante dos décadas, pero trabajó activamente para resistir la organización contra la invasión japonesa de China.
En 1948, cofundó el Comité Revolucionario del Kuomintang de China. Ocupó numerosos cargos de alto nivel tras la fundación de la República Popular China, entre ellos, vicepresidenta del CCPPCh (1954-1964), vicepresidenta del Comité Permanente de la Asamblea Popular Nacional (1959-1972), presidenta del Comité Revolucionario del Kuomintang de China (1960-1972) y presidenta honoraria de la Federación Nacional de Mujeres de China.
He Xiangning fue una reconocida pintora de la Escuela Lingnan de arte chino y se desempeñó como presidenta de la Asociación de Artistas de China en la década de 1960. El Museo Nacional de Arte He Xiangning se inauguró en Shenzhen en 1997, y sus pinturas han aparecido en sellos chinos.

## Biografía

### Primeros años
He Xiangning nació el 27 de junio de 1878 como He Jian (何諫, o también He Ruijian 何瑞諫), en el seno de una familia de clase alta de Hong Kong. Su padre, He Binghuan, originario de Nanhai, en la provincia de Guangdong, emprendió un exitoso comercio de té e invirtió en bienes inmuebles. He Xiangning convenció a su padre para estudiar con sus hermanos, y fue una estudiante aplicada desde muy joven.
Feminista convencida desde joven, He Xiangning se resistió ferozmente a la orden de su padre para vendarse los pies siguiendo la costumbre china. Debido a sus "pies grandes", en octubre de 1897 se tuvo que casar con Liao Zhongkai, un chino nacido en los Estados Unidos que no quería una mujer con los pies vendados. A pesar de ser un matrimonio concertado, He y Liao compartían su amor por el conocimiento y el arte, y la pasión por salvar a China. Ayudó económicamente a su marido para estudiar en Japón, utilizando sus ahorros personales y vendiendo sus joyas para recaudar 3.000 dólares de plata. Liao fue a Japón en noviembre de 1902, y ella lo acompañó dos meses más tarde. He Xiangning estudió en la escuela de preparación para la Escuela Normal de Mujeres de Tokio.

### Revolución china

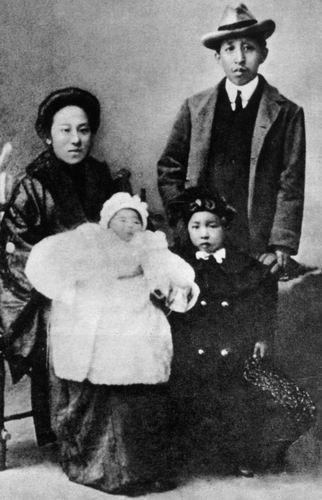
He Xiangning con Liao Zhongkai y sus hijos.

En la capital japonesa, He y Liao conocieron al revolucionario y republicano chino Sun Yat-sen en 1903. Se convirtieron en dos de los primeros miembros del movimiento revolucionario contra el Imperio Qing, el Tongmenghui o "Sociedad del Despertar", y Huang Xing les enseñó a utilizar armas en preparación para la revolución. Alquiló una casa para las operaciones secretas de la Tongmenghui.
Después de regresar a Hong Kong para dar luz a su hija Liao Mengxing, dejó la niña con su familia y volvió a Tokio. Estudió en la Escuela de Arte de Mujeres de Tokio con el artista imperial Tanaka, y colaboró en la tarea de propaganda de la Tongmenghui, incluyendo el diseño y cosido de emblemas y banderas revolucionarias. El 1908 dio luz a su hijo Liao Chengzhi.
Ella y Liao Zhongkai volvieron a Hong Kong en 1911, el año de la Revolución Xinhai. Se reunió con Soong Ching-ling, futura esposa de Sun Yat-sen, en 1913. Siguieron el ejemplo de Sun en la rebelión contra del general Yuan Shikai cuando este restauró la monarquía, pero se vieron obligados a volver a Japón como exiliados en 1914.

### Gobierno de Cantón
En 1916, He Xiangning y su esposo se mudaron a Shanghái para impulsar la causa revolucionaria. En 1921, Sun Yat-sen estableció su gobierno revolucionario en Guangdong y nombró a Liao ministro de finanzas. He Xiangning convenció a los comandantes de siete buques de guerra para que se unieran al gobierno de Sun. En Cantón, ella y Soong Ching-ling organizaron una asociación de mujeres para recaudar fondos y proporcionar medicamentos y ropa a los soldados. También vendió muchas de sus pinturas para contribuir a la guerra. Cuando el general Chen Jiongming se rebeló contra Sun en 1922, He Xiangning organizó la reunión de Sun con su esposa y corrió un gran riesgo para lograr la liberación de su marido, que había sido detenido por los rebeldes.
En agosto de 1923, fue nombrada miembro del Comité Ejecutivo Central del Kuomintang (KMT) y ministra de Asuntos de la Mujer del gobierno de Sun. Propuso la "igualdad total de las mujeres con respecto a los derechos jurídicos, sociales, económicos y educativos" y organizó la primera manifestación en China por el Día Internacional de la Mujer el 8 de marzo de 1924. También abrió hospitales y escuelas para mujeres en Cantón.

### Asesinato de Liao Zhongkai y carrera en tiempos de guerra
Tras la muerte de Sun Yat-sen en marzo de 1925, las facciones izquierda y derecha del KMT se disputaron el liderazgo del partido. Liao Zhongkai, líder del ala izquierda, fue asesinado en Cantón en agosto. He Xiangning estaba a su lado en ese momento, con su ropa empapada con su sangre.
Chiang Kai-shek finalmente emergió como el nuevo líder del partido, y lanzó la Expedición del Norte contra los caudillos del norte. En apoyo a la expedición, He Xiangning organizó unidades de la Cruz Roja compuestas por mujeres de clase trabajadora y las trasladó a Wuhan. Sin embargo, cuando el KMT de Chiang se rebeló contra los comunistas en 1927, muchas de estas mujeres fueron asesinadas. Después de ese revés, se mantuvo en gran medida alejada de la política partidista durante los siguientes 20 años. Se mudó a Hong Kong y Singapur y viajó mucho por Europa, exhibiendo sus pinturas en Londres, París, Bélgica, Alemania y Suiza.
Regresó a Shanghai después del incidente de Mukden y la consiguiente invasión japonesa de Manchuria en 1931, y organizó la Asociación de Salvación Nacional con Shen Junru para abogar por la resistencia contra la agresión japonesa. También se asoció con activistas destacados como Soong Ching-Ling y Luo Shuzhang para capacitar específicamente a mujeres para apoyar a los soldados. Se vio obligada a huir de Shanghái después de que cayera en manos de Japón en 1937, y de Hong Kong después de la caída de esa ciudad en 1941. Pasó varios años en Guilin durante el resto de la segunda guerra sino-japonesa.

### En la posguerra
En 1948, durante la guerra civil china, He Xiangning, Li Jishen y otros miembros del KMT que se oponían al liderazgo de Chiang Kai-shek fundaron el Comité Revolucionario del Kuomintang de China (Minge). Después de que los comunistas ganaron la guerra civil y establecieron la República Popular China en 1949, se mudó a Pekín y sirvió en varios puestos de alto rango en el gobierno comunista, incluyendo vicepresidenta del CCPPCh (1954-64), vicepresidenta del Comité Permanente del Congreso Nacional del Pueblo (1959-72), presidenta del Minge (1960-72), presidenta del Comité de Asuntos Exteriores y presidenta honoraria de la Federación de Mujeres de China.
He Xiangning continuó trabajando hasta que cumplió 80 años en 1959 y continuó ocupando numerosos cargos oficiales desde entonces. El 1 de septiembre de 1972, murió de neumonía a la edad de 94 años. Fue enterrada en el Mausoleo Liao Zhongkai en Nankín, junto a su marido.

## Arte
Un reconocido pintor de la Escuela Lingnan del arte chino, He Xiangning fue elegido tercer presidente de la Asociación de Artistas de China en julio de 1960. Disfrutaba especialmente pintando ciruelos en flor, pinos, tigres y leones. Una colección de sus pinturas se publicó en 1979 en Cantón. El 18 de abril de 1997, se inauguró el Museo de Arte He Xiangning en Shenzhen. Fue el primer museo de arte a nivel nacional de China que lleva el nombre de un artista, y el secretario general del Partido Comunista, Jiang Zemin, escribió la caligrafía del nombre del museo.En junio de 1998, China Post emitió una serie de tres sellos (1998-15T) con sus pinturas.

## Familia
He Xiangning y Liao Zhongkai tuvieron dos hijos. Su hija, Liao Mengxing, fue una conocida traductora especializada en japonés, inglés y francés. Su hijo, Liao Chengzhi, fue miembro del Politburó del Partido Comunista de China y vicepresidenta de la Asamblea Popular Nacional, y fue designado para ser el vicepresidenta de China antes de su repentina muerte en 1983. El hijo de Liao Chengzhi, Liao Hui, fue director de la Oficina de Asuntos de Hong Kong y Macao y vicepresidenta de la Conferencia Consultiva Política del Pueblo Chino, cargo que también ejerció su abuela.